# Culture Prime
Culture Prime, stylisé Culture', est un média social et culturel de l’audiovisuel public français lancé en novembre 2018.
Il regroupe les six entreprises de l’audiovisuel public français : Radio France, France Télévisions, France Médias Monde (qui regroupe France 24 et RFI), Arte, l’Institut national de l’audiovisuel (INA) et TV5 Monde.

## Présentation
Principalement destiné aux jeunes, Culture Prime produit et diffuse via les réseaux sociaux de courtes vidéos en lien avec l’actualité culturelle.
Ces formats courts, d’une à deux minutes, à la manière de ce que propose les médias Brut ou Konbini, portent sur des sujets culturels (arts, histoire, cinéma, musique, pop culture, jeux vidéo, etc.).
Pilotées par un comité éditorial regroupant les six entités, les vidéos sont produites et diffusées par chacun des médias partenaires sur leurs canaux respectifs.

## Historique
Le 23 novembre 2018, les six entreprises de l’audiovisuel public français lancent une offre culturelle en ligne sous le label commun de Culture Prime. Le projet, coordonné par le journaliste Michel Field, s'inscrit dans le souhait d'un rapprochement entre les différentes entités du service public et vise à favoriser l’accès à la culture pour le grand public et en particulier les jeunes.
Diffusées uniquement sur Facebook dans un premier temps, les productions Culture Prime investissent progressivement Twitter et YouTube puis Instagram en 2020 et enfin TikTok en 2021. En 2024, Culture Prime est également présent sur LinkedIn et Bluesky.
En mai 2019, Culture Prime est récompensé par le magazine Stratégies pour « la meilleure stratégie vidéo de développement éditorial ».
Au cours de sa première année, Culture Prime revendique atteindre 1,4 million de personnes par jour et 280 millions de vues sur ses vidéos.
Depuis l'automne 2023, certains contenus sont diffusés en soirée à la télévision sur Culturebox. L'année suivante, c'est au tour de France 24 d'accueillir régulièrement des contenus Culture Prime sur son antenne.
En 2025, Culture Prime enregistre 6 500 vidéos publiées et cumule plus de 2,3 milliards de vues sur les réseaux sociaux depuis sa création en novembre 2018. Toutefois, en l'absence de structure dédiée, la viabilité de l'offre est compromise.

## Identité visuelle
Conçu et porté par l'ensemble des acteurs de l'audiovisuel public français, le label Culture Prime agrège les productions des différentes parties prenantes sous un habillage commun, avec une charte graphique identique.
Toutes les vidéos partagent une même identité graphique avec une apostrophe comme marqueur.